# Bo Carlander
Bo Christopher Carlander, född 26 januari 1911 i Göteborg, död 26 januari 1993 i Edestad, Blekinge, var en svensk konstnär.
Han var son till sjökaptenen Christopher Carlander och hans hustru Vera Maria och från 1944 gift med Monica Bagge. Carlander studerade vid Saga Wallis målarskola i Göteborg 1936-1937 och krokistudier vid Valands målarskola 1936-1938 och privat för Knut Irwe 1942-1943. Separat ställde han ut första gången i Duved 1943 och ställde därefter ut på ett flertal orter i Sverige. Han medverkade i samlingsutställningar i Linköping, Karlskoga, Motala och Aneby. Hans konst består av stilleben och landskapsmotiv från Jämtland och Småland. 